# وسیله نقلیه ۱۹
وسیله نقلیه ۱۹ (به انگلیسی: Vehicle 19) فیلمی است محصول سال ۲۰۱۳ و به کارگردانی ماکوندا مایکل دویل است. در این فیلم بازیگرانی همچون پل واکر ، نایما مکلین ، جیز دی ویلار ، لیلا هادریا ایفای نقش کرده‌اند.

## داستان
یک مسافر خارجی به نام واکر یک ماشین را کرایه میگیرد تا او را به مرکز پلیس آن شهر برساند اما در طول مسیر مورد حمله مهاجمان ناشناس قرار میگیرد.